# Manito
Manito, nome artístico de Antônio Rosas Sanches (Vigo, 3 de abril de 1944 — São Paulo, 9 de setembro de 2011) foi um tecladista e saxofonista brasileiro.
Foi integrante da formação original da banda Os Incríveis, conjunto de sucesso da Jovem Guarda.
Em 1972, fundou a banda Som Nosso de Cada Dia.

## Biografia
Nascido na Espanha, Manito chegou ao Brasil com nove anos de idade.
Aos 24 anos de idade já era músico experiente e participou do movimento da Jovem Guarda na década de 1960. Em 1963, foi um dos fundadores da banda The Clevers. Em 1965, devido a desentendimentos com o empresário da banda, o nome do grupo mudou para ‘Os Incríveis.
Em 1970, fundou o grupo de música instrumental Saxomania junto com o músico João Cuca. Formou também o grupo de rock progressivo Som Nosso de Cada Dia.
No ano de 1973, foi convidado por Sérgio Dias Baptista para assumir o posto de tecladista de Os Mutantes, no lugar de Arnaldo Baptista. Após algumas semanas, porém, e da forma mais amigável possível, resolveu abandonar a banda e voltar ao Som Nosso de Cada Dia.
Em 1974, o Som Nosso de Cada Dia lançou o clássico álbum Snegs. Em 1975, Manito resolveu sair novamente do grupo e ficou fora do cenário musical por algum tempo.
Em 1980, reapareceu com o grupo de funk-blues-rock Funk-Mora, sumindo logo depois.
Em 1994, lançou com o Som Nosso de Cada Dia o álbum Live 94.
Em 1995, The Clevers se reuniram para participar do projeto “30 Anos de Jovem Guarda”.
Em 1998, participou do álbum Chronophagia da banda Patrulha do Espaço, outra lenda do rock brasileiro.
Em 2005, participou do álbum Acústico MTV - Ultraje a Rigor.
Em 2010, a Biblioteca Temática em Música Cassiano Ricardo prestou uma homenagem ao músico, através do tributo "O incrível Manito: tributo a um grande roqueiro brasileiro".

### Morte
Manito faleceu no dia 9 de setembro de 2011 em virtude de um câncer na laringe, aos 67 anos de idade. Ele lutava contra este câncer desde 2006.

## Discografia

### Carreira Solo
| Ano  | Álbum             | Músicas | Gravadora       |
| ---- | ----------------- | --- | --------------- |
| 1970 | O Incrível Manito | 01 - na baixa do sapateiro 02 - Shake, Rattle & Roll 03 - Kool & The Gang 04 - The Funky Judge 05 - Bailamos Boogaloo 06 - Sock It To' Em J.B 07 - Samuray 08 - Judge Baby, I'm Back 09 - Tucks Theme 10 - Raindrops Keep Fallin' On My Head 11 - The Gangs Back Again 12 - You've Made Me So Very Happy | RCA Victor • LP |
| 2009 | Toque de Amor     | 01 - Oceano 02 - Sozinho 03 - Saigon 04 - Cathedral Song 05 - Strani Amore 06 - Anema e Core 07 - Primavera 08 - La Solitude 09 - Petala 10 - Como uma Onda 11 - Outra Vez 12 - Canção de Amor |                 |

### Com a bandaSom Nosso de Cada Dia
- 1974 - Snegs
- 1994 - Live 94

### ComCamisa de Vênus
- 1987 - "Duplo sentido" (LP)

### Com a bandaPatrulha do Espaço
- 1998 - Chronophagia

### ComUltraje a Rigor
- 2005 - Acústico MTV - Ultraje a Rigor
- 2009 - Música Esquisita a Troco de Nada!

### ComNasi
- 2010 - Vivo na Cena